# 兵庫県道539号東播磨港線
兵庫県道539号東播磨港線（ひょうごけんどう539ごう ひがしはりまこうせん）は、兵庫県加古郡播磨町を通る一般県道である。

## 概要
加古郡播磨町新島から加古郡播磨町本荘1丁目に至る。

### 路線データ
- 起点：加古郡播磨町新島（東播磨港）
- 終点：加古郡播磨町本荘1丁目（人工島北交差点、兵庫県道382号本荘平岡線起点、兵庫県道718号明石高砂線交点）
- 総延長：750 m

## 路線状況

### 道路施設

#### 橋梁
- 播磨大橋（播磨灘、加古郡播磨町）

## 地理

### 通過する自治体
- 加古郡播磨町

### 交差する道路
| 交差する道路                                    | 交差する場所 | 交差する場所          |
| ----------------------------------------------- | ------------ | --------------------- |
| 兵庫県道382号本荘平岡線 兵庫県道718号明石高砂線 | 本荘1丁目    | 人工島北交差点 / 終点 |

### 沿線
- 東播磨港